# Afrolaophonte monodi
Afrolaophonte monodi is een eenoogkreeftjessoort uit de familie van de Laophontidae. De wetenschappelijke naam van de soort is voor het eerst geldig gepubliceerd in 1960 door Chappuis.